# Кожевников, Евгений Александрович
Евге́ний Алекса́ндрович Коже́вников (8 июля 1938, Йошкар-Ола — 22 июня 2001, Санкт-Петербург) — советский, российский тренер по баскетболу; Заслуженный тренер РСФСР (1979), Заслуженный тренер СССР (1984); чемпион СССР (1990).

## Биография
В 1960 году окончил ГДОИФК им. П. Ф. Лесгафта в Ленинграде.
Сразу же после окончания обучения начал карьеру тренера в команде ДСО «Динамо» Челябинск, затем в ДСО «Динамо» Ленинград (1960—1961). В 1962—1970 годах работал тренером в Выборгской ДЮСШ, параллельно с этим тренировал юношескую сборную Ленинграда.
В 1970—1971 годах — тренер мужской команды «Буревестник». Тренировал дубль ленинградского «Спартака», а также являлся 2-м тренером команды (помощником В. П. Кондрашина, с которым ленинградцы впервые стали чемпионами СССР в 1975 году), после чего был приглашён в сборную юниорской команды СССР.
С 1980 года — главный тренер женской команды «Спартак», с которой завоевал серебряные медали чемпионата СССР 1987 года. В 1987—1991 годах — главный тренер женской команды «Электросила», стал бронзовым призёром чемпионата СССР 1988 года и затем чемпионом СССР в 1990.
В 1991—1992 годах — главный тренер «СКА-Сталь»; в 1992—1996 годах — главный тренер «Форс-Мажор», серебряный призёр чемпионата России (1995), бронзовый призёр чемпионата России (1992).
С 1996 года работал тренером УОР № 1, с 1998 года — тренером Петродворцовой ДЮСШ.
В тренерской работе придерживался концепции активного прессинга, основанного на контроле мяча. Многие из работавших под его руководством баскетболисток отмечают его спокойный немногословный стиль ведения работы.

Предпочитаю спокойный разговор с тренером. В этом смысле самым молчаливым был покойный наставник «Форс-мажора» Евгений Кожевников. Ему достаточно было сказать только одну фразу, и все его сразу понимали.— Ирина Рутковская
Участвовал в подготовке олимпийских чемпионок Л. Муравьёвой, Н. Засульской, бронзового призёра Олимпийских игр 1980 года О. Яковлевой.
Похоронен на Северном кладбище Санкт-Петербурга.

## Достижения
В качестве главного тренера (женский баскетбол)
- Чемпион СССР: 1990 («Электросила»)
- Серебряный призёр чемпионата СССР: 1987 («Спартак»)
- Серебряный призёр чемпионата России: 1995 («Форс-Мажор»)
- Бронзовый призёр чемпионата СССР: 1988 («Электросила»)
- Бронзовый призёр чемпионата России: 1992 («Форс-Мажор»)

В качестве 2-го тренера (мужской баскетбол)
- Чемпион СССР: 1975 («Спартак»)
- Серебряный призёр чемпионата СССР: 1971, 1972, 1973, 1974, 1976, 1978 («Спартак»)